# Luis Fernández Teijeiro
Luis Fernández Teijeiro (ur. 27 września 1993 w Bureli) – hiszpański piłkarz, występujący na pozycji napastnika.